# Infidels
Infidels —en español: Infieles— es el vigésimo segundo álbum de estudio del músico estadounidense Bob Dylan, publicado por el sello discográfico Columbia Records en octubre de 1983. Fue el primer trabajo secular de Dylan tras una trilogía de álbumes, Slow Train Coming, Saved y Shot of Love, marcados por una profunda temática religiosa después de su conversión al cristianismo. Inmerso en un periodo de cambios en la industria musical por la introducción de la tecnología digital en los estudios de grabación y por el auge de nuevos géneros musicales, el músico contrató a Mark Knopfler, líder del grupo Dire Straits y que participó años antes en la grabación de Slow Train Coming, con la intención de adaptarse a los cambios.
Dylan grabó Infidels con un grupo cohesionado del que formaron parte Mick Taylor, antiguo guitarrista de The Rolling Stones y  Ronnie Wood de la misma banda, y Alan Clark, teclista de Dire Straits, además de Sly Dunbar y Robbie Shakespeare, miembros del grupo jamaicano Sly and Robbie. Durante las sesiones de grabación, que tuvieron lugar en los estudios Power Station de Nueva York entre abril y mayo de 1983, grabó canciones con un renovado interés por la protesta social y a la vez con un marcado giro hacia el conservadurismo político en algunos temas que defienden el Estado de Israel y critican la deslocalización industrial y la carrera espacial. Además de los temas que formaron parte de Infidels, las sesiones fueron lo suficientemente productivas para dar lugar a descartes rescatados en otros álbumes y recopilados años después en The Bootleg Series Volumes 1-3 (Rare & Unreleased) 1961-1991
Tras su publicación, Infidels obtuvo el respaldo mayoritario de la prensa musical con críticas que lo situaron por encima de sus trabajos religiosos. Sin embargo, en el plano comercial obtuvo resultados moderados al alcanzar la novena posición en la lista de discos más vendidos del Reino Unido, donde obtuvo la denominación de disco de plata, y el puesto veinte en la lista estadounidense Billboard 200, donde obtuvo la certificación de disco de oro.

## Trasfondo

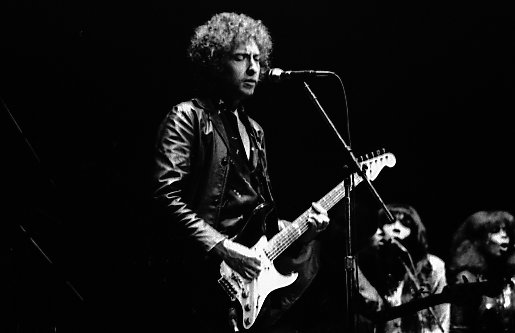
Dylan en concierto durante la gira de promoción de Saved en 1980.

Dylan publicó Infidels tras sufrir una época convulsa con cambios significativos en su vida personal. A finales de la década de 1970 abrazó el cristianismo y comenzó a componer canciones con una profunda temática religiosa. El resultado de su transformación, Slow Train Coming, se convirtió en un éxito comercial que ganó un Grammy a la mejor interpretación vocal de rock masculina por la canción «Gotta Serve Somebody». Aunque músicos como Ronnie Hawkins y Keith Richards se burlaron públicamente de su adhesión al cristianismo, su conversión tuvo un efecto negativo a largo plazo: sus dos siguientes trabajos, Saved y Shot of Love, le dieron los peores resultados comerciales en Estados Unidos desde 1964. Además, las escasas ventas de entradas acortaron la gira de promoción de Saved, cuyo último concierto en Europa se vio marcado por la tragedia debido a la muerte de dos espectadores en Aviñón, uno electrocutado al encaramarse a un poste eléctrico y otro al caerse desde una grada.
En el plano personal, sufrió la muerte de varios amigos y compañeros de profesión, además de la crítica de viejas amistades por su conversión al cristianismo. En diciembre de 1980, su amigo de profesión John Lennon murió asesinado a la puerta del edificio Dakota de Nueva York por un fanático. Al igual que ocurrió con The Beatles, Dylan atrajo a seguidores que llegaron a importunarlo, y entre 1979 y 1981, sufrió el acoso de una mujer que siguió sus pasos durante las giras y cada vez que acudía al estudio de grabación, motivo por el que contrató un vigilante de seguridad para que viviera en el local. Otra muerte repentina fue la de Howard Alk, amigo y colaborador suyo en los largometrajes Eat the Document y Renaldo and Clara. Alk murió el 3 de enero de 1983 a causa de una sobredosis de heroína en los estudios de grabación Rundown Studios, propiedad del músico, donde improvisó un dormitorio tras divorciarse de su mujer y abandonar su hogar. Según Arthur Rosato, ayudante de Dylan, la muerte de Alk lo llevó a dejar momentáneamente la música: «Fue entonces cuando Bob decidió dejar de dar conciertos durante un tiempo. Estaba triste y habló un poco conmigo. Quería asegurarse de que yo estaba bien. Pero cerró el estudio aquel mismo año».
Otro problema de carácter legal surgió a raíz de una demanda judicial de Albert Grossman, su antiguo representante, en el Estado de Nueva York, que afirmó ser víctima de fraude en el reparto de regalías de las editoriales musicales Dwarf Music y Big Sky Music. En su defensa, Grossman exigía el abono de 51 000 dólares en concepto de comisiones por las canciones registradas y de 400 000 dólares en concepto de indemnización. La batalla legal entre Grossman y Dylan terminó en noviembre de 1987, dos años después de la muerte de Grossman, tras pagar el músico dos millones de dólares a su viuda Sally Grossman.
La muerte de Alk en particular y los problemas legales y personales en general llevaron al cantante a apartarse del panorama musical momentáneamente, y en 1982 hizo solo dos apariciones en público. La primera tuvo lugar el 15 de marzo en su introducción al Salón de la Fama de los Compositores; la segunda, el 6 de junio en una actuación a dúo con Joan Báez durante un encuentro a favor del desarme nuclear celebrado en Pasadena, California.

## Sesiones de grabación

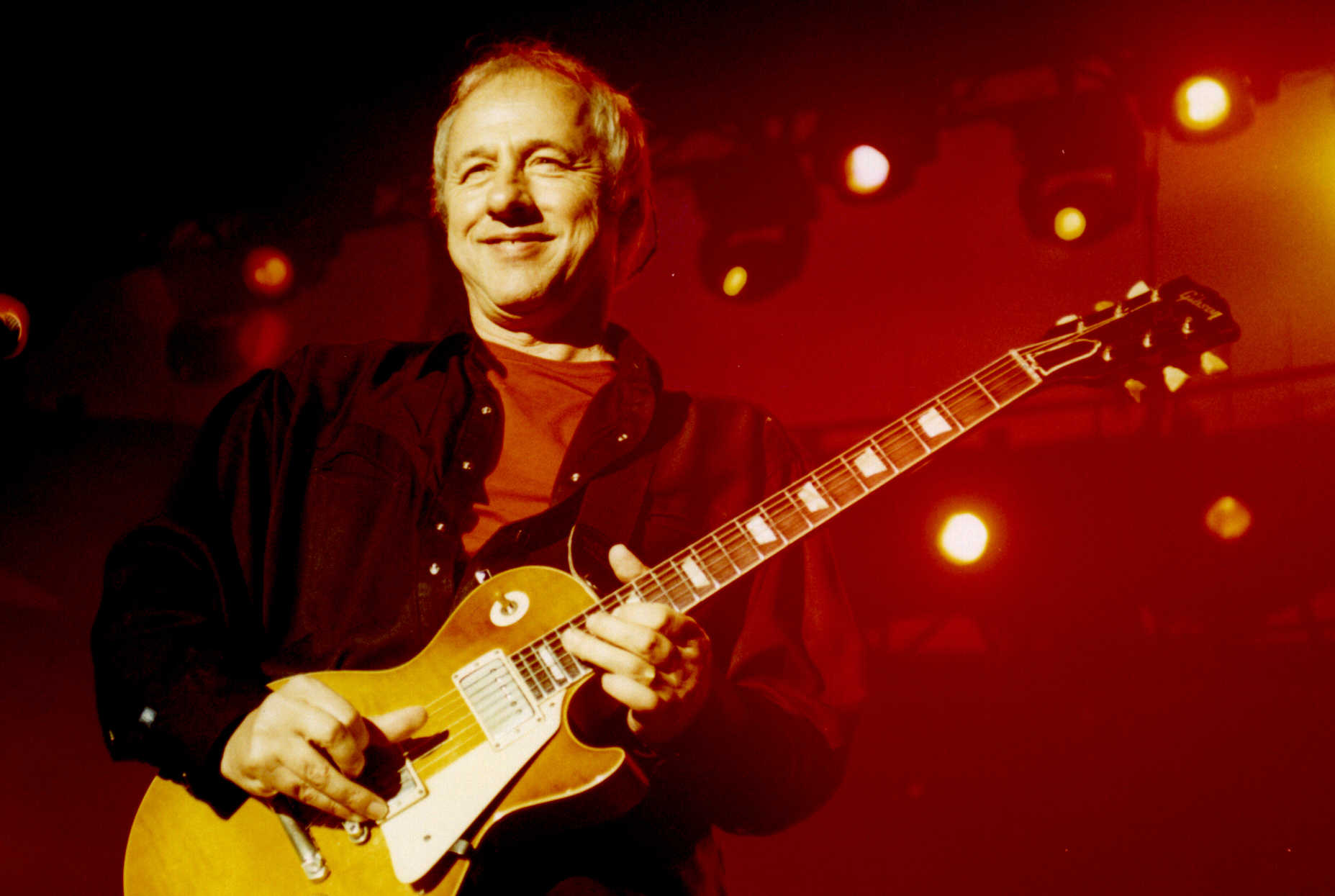
Mark Knopfler, el entonces líder de Dire Straits, produjo Infidels tras participar en la grabación de Slow Train Coming.

Durante el retiro de Dylan, se produjeron cambios importantes en la industria discográfica que repercutieron en su carrera. Por una parte, la creación de los discos compactos modificó los patrones de grabación y obligó a introducir la tecnología digital en los estudios. Por otra parte, el auge de la cadena de televisión MTV, que en su segundo aniversario ya contaba con seis millones de abonados, le obligó a adaptarse a los tiempos modernos y a rodar videoclips para varias canciones. En consecuencia, afrontó la grabación de Infidels con la idea de producir un sonido contemporáneo, para lo cual pidió a Mark Knopfler y a Alan Clark, miembros del grupo Dire Straits, que participaran en su nuevo trabajo.
Junto a Knopfler y a Clark, contrató también a Mick Taylor, antiguo guitarrista de The Rolling Stones, y a dos músicos jamaicanos, Sly Dunbar y Robbie Shakespeare, miembros del grupo Sly and Robbie y encargados de la sección rítmica de batería y bajo. Dunbar y Shakespeare volvieron a coincidir con Dylan dos años más tarde en la grabación de Empire Burlesque, mientras que Taylor formó parte de su banda en la primera gira que el músico ofreció en tres años.
Un mes antes de empezar las sesiones, Dylan subió a un escenario por primera vez en ocho meses como invitado sorpresa en un concierto de Rick Danko y Levon Helm, antiguos miembros del grupo The Band que respaldaron al músico en la grabación de Planet Waves y en su gira de 1974. Durante el concierto, que tuvo lugar en el Lone Star Cafe de Nueva York, los tres músicos interpretaron temas clásicos de Hank Williams, Johnny Otis y Leadbelly como «Your Cheatin' Heart», «Willie and the Hand Jive» y «Ain't No More Cane».
Una vez retomado el contacto con los escenarios y estructurada la banda, comenzaron la grabación de Infidels en los estudios Power Station de Nueva York con unas sesiones que se desarrollaron entre abril y los primeros días de mayo. El 11 de abril inauguraron las sesiones con la grabación de dos temas, «Blind Willie McTell» y «Don't Fall Apart On Me Tonight». La primera canción, una de las «mejores canciones que Dylan jamás haya escrito» según palabras del autor Howard Sounes, no fue incluida en el disco, mientras que el segundo tema fue regrabado al día siguiente en varios intentos hasta lograr una toma maestra. La alta productividad de las sesiones continuó el 13 de abril al grabar una toma única y válida de «License to Kill», una canción en la que algunos críticos como Robert Christgau y Bill Wyman vieron una aversión por los viajes espaciales en el verso: «Oh, man has invented his doom, first step was touching the moon» —lo cual puede traducirse al español como: «El hombre ha inventado su perdición, el primer paso fue tocar la Luna»—. No obstante, «License to Kill» trata específicamente la relación del ser humano con el medio ambiente, un tema recurrente en canciones de su carrera como «A Hard Rain's a-Gonna Fall», «Talkin’ Bear Mountain Picnic Massacre Blues» y «Everything is Broken».
El 14 de abril, el grupo grabó varias tomas de «Jokerman», «Clean-Cut Kid», «Man of Peace» y «Sweetheart Like You», además de una versión del tema de Jim Herbert «This Was My Love». Hounes definió «Jokerman» como «un colaje de imágenes que recordaban a Blonde on Blonde y que, al igual que "I and I", posee un sutil ritmo de reggae». Dylan grabó la canción en un par de tomas, lo cual impresionó a Dunbar. Según el músico: «Bob se presentaba en el estudio con su armónica y su guitarra y empezaba a tocar la canción, y nosotros nos uníamos a él. Hacía varias tomas del mismo tema en claves diferentes y cambiaba las palabras a su antojo. Ni siquiera me percaté de que la estábamos grabando. Nos miró y anunció: "Esta es la toma". No podíamos creer lo fácil que era todo». Durante la misma sesión el grupo consiguió grabar la toma maestra de «Man of Peace».

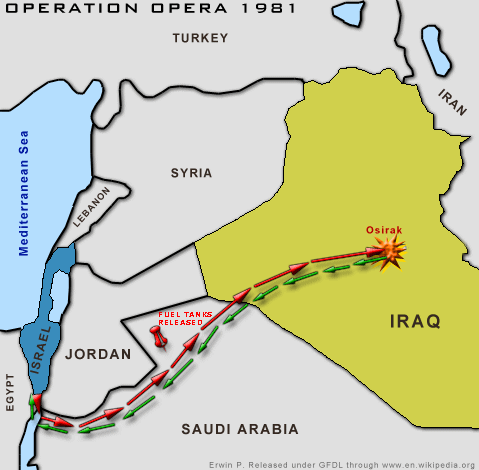
La canción «Neighborhood Bully» cita eventos históricos en la historia de Israel, tales como la Operación Ópera y la Guerra de los Seis Días.

Al día siguiente, el grupo volvió a grabar varias tomas de «Clean-Cut Kid» junto a versiones de temas tradicionales como «Jesus Met the Woman at the Well» y esbozos de otras canciones sin finalizar. Sin embargo, el resultado de «Clean-Cut Kid» no fue el adecuado y decidió archivar la canción durante dos años más para regrabarla nuevamente en las sesiones de Empire Burlesque. Previo a la publicación en Empire Burlesque, el músico cedió la canción a la cantante Carla Olson, quien grabó una versión en su álbum Midnight Mission. Por otra parte, autores como Tim Riley criticaron «Sweetheart Like You», que volvió a grabarse el 18 de abril, como una canción sexista debido al verso: «A woman like you should be at home, that's where you belong, taking care of somebody nice who don't know how to do you wrong» —lo cual puede traducirse al español como: «Una mujer como tú debería estar en casa, es el sitio al que perteneces, cuidando de alguien bueno que nunca te hará daño»—. El cantante Rod Stewart versionó el tema en su álbum A Spanner in the Works.
El 19 de abril, el grupo grabó «Neighborhood Bully», una canción a menudo considerada una defensa del Estado de Israel en la que se citan eventos históricos como la Guerra de los Seis Días y la Operación Ópera, un ataque aéreo preventivo sobre un reactor nuclear en construcción cerca de Bagdad en 1981. Dylan comentó detalladamente la canción en una entrevista para la revista Rolling Stone en 1984, en la que aseguró sobre el conflicto palestino-israelí que «la política es un instrumento del Diablo. Eso está claro. Creo que la política es lo que mata; no deja nada vivo». En 2001, el diario Jerusalem Post describió la canción como «una favorita entre los residentes en los territorios palestinos ocupados».
Tras dedicar el día 20 de abril a versionar clásicos como «This Was My Love» y «Across the Borderline», Dylan y el resto del grupo dedicaron la siguiente sesión de Infidels el 21 de abril a grabar «Tell Me». Pese a registrar varias tomas, archivó la canción hasta su publicación en el recopilatorio The Bootleg Series Volumes 1-3 (Rare & Unreleased) 1961-1991, ocho años más tarde. Lo mismo ocurrió con «Foot of Pride», una canción que el grupo grabó a lo largo de tres sesiones entre el 22 y el 25 de abril y que quedó archivada hasta la publicación de The Bootleg Series Volumes 1-3.
El 27 de abril, el grupo grabó las primeras tomas de «Union Sundown» y la toma maestra de «I and I», además de dos temas inéditos, «Julius and Ethel» y «From Paul». Dos días después, tras una sesión previa dedicada a versiones de temas de otros autores, Dylan volvió a grabar varias tomas de «Union Sundown» y una canción nueva, «Lord Protect My Child». Sounes comentó sobre «Lord Protect My Child» que «poseía algo del sentimiento de "Forever Young"», pero parecía aludir específicamente a los hijos de Bob. Interpretó la canción con la sobria intensidad que habría de caracterizar su estado de ánimo durante aquellas sesiones». El grupo grabó en la misma sesión la canción de Willie Nelson «Angel Flying Too Close to the Ground», la cual sirvió como cara B del sencillo de «I and I» y de «Union Sundown» en algunos países europeos, y una toma de «Death Is Not the End» publicada cinco años más tarde en el álbum Down in the Groove. Las dos últimas sesiones de grabación tuvieron lugar el 5 y el 17 de mayo, en las cuales tocaron nuevas versiones de «Blind Willie McTell» y de «Neighborhood Bully», con la colaboración de Mark Rivera y Ron Wood a la guitarra en sustitución de Taylor.
El trabajo en Infidels progresaba adecuadamente cuando Knopfler tuvo que viajar a Alemania para emprender una gira con Dire Straits. Aunque Knopfler se ofreció a terminar Infidels una vez concluida la gira, Dylan decidió contratar a otro ingeniero de sonido, terminar los arreglos y realizar las mezclas. Según comentó Knopfler: «Infidels habría ido mejor si hubiera mezclado el tema, pero tuve que ir a Alemania y Bob tenía algo extraño con CBS, donde se veía obligado a entregarles discos a un ritmo determinado. Parte del álbum es como escuchar algo áspero. Quizás Bob pensó que estuviese precipitando las cosas porque tenía prisa en irme, pero me ofrecí a terminarlo después de la gira. En lugar de eso, cogió a otro ingeniero para hacer las mezclas finales».

## Canciones descartadas

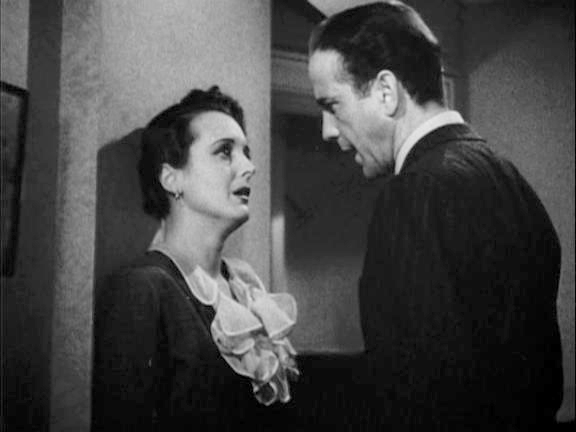
Humphrey Bogart y Mary Astor en el largometraje El halcón maltés, de la que Dylan extrajo diálogos para su canción «Tight Connection to My Heart».

Al igual que en la mayoría de sus trabajos discográficos, las sesiones de grabación de Infidels dieron origen a un número elevado de ensayos, canciones descartadas y tomas alternativas que circularon al poco tiempo a través de grabaciones pirata. Entre los principales descartes destacan:
- «Blind Willie McTell»: Dylan grabó la canción al piano, con Mark Knopfler a la guitarra, usando la melodía de «St. James Infirmary Blues», y mezcló la canción para publicarla en el álbum.[55] Sin embargo, tras el viaje de Knopfler a Alemania, cambió la secuencia preliminar del álbum, sustituyó «Blind Willie McTell» por «Union Sundown» y quedó archivada hasta la publicación del recopilatorio The Bootleg Series Volumes 1-3 (Rare & Unreleased) 1961-1991 ocho años después. La exclusión de «Blind Willie McTell» desconcertó a varios colaboradores suyos que consideraban la canción como uno de sus mejores trabajos.[20] Según relató Larry «Ratso» Sloman, cuando escuchó el álbum en el estudio, le preguntó a Dylan dónde estaba la canción. Sloman se quejó de su ausencia y el músico le replicó: «Así está bien, Ratso. He hecho una docenas de discos. Uno más no importa mucho».[52]

Dylan comenzó a interpretarla en directo a raíz de una versión de The Band publicada en el álbum Jericho en 1993. Según comentó el propio músico en una entrevista en Rolling Stone: «Comencé a tocarla en directo porque oí a The Band hacerla. En su mayoría era un demo, probablemente enseñando a los músicos cómo debería ir. Nunca se desarrolló por completo, y nunca volví a completarla. No debió haber otra razón para dejarla fuera del disco. Es como coger una pintura de Monet o de Picasso, ir a su casa y ver una pintura sin terminar y venderla a los seguidores de Picasso».
- «Someone's Got a Hold of My Heart»: Dylan grabó varias tomas de la canción los días 16 y 26 de abril de 1983, pero no volvió a tocarla hasta la grabación de Empire Burlesque dos años después, cuando añadió una nueva parte vocal y coros femeninos a la pista inicial.[21] Con el título final de «Tight Connection to My Heart (Has Anybody Seen My Love?)», la canción incluye, según el biógrafo Michael Gray, numerosas referencias a diálogos del actor Humphrey Bogart.[57] Un verso de la canción, «I had to move fast, and I couldn't with you around my neck» —lo cual puede traducirse al español como: «Tengo que moverme rápido, y no puedo contigo sobre mi cuello»—, coincide con una frase de Bogart en la película Siroco, en la que el actor dice: «I've got to move fast: I can't with you around my neck». El músico también usó otra frase de la misma película en el verso «But I can't figure out if I'm too god for you, or if you're too god for me» —lo que puede traducirse al español como: «No sé si soy demasiado bueno para ti o si tú eres demasiado buena para mí»—.[57] Gray también encontró coincidencias entre el verso «You wan't to talk to me, go ahead and talk» —lo cual puede traducirse como: «Quieres hablar conmigo, camina y charlamos»— y la contestación que da el personaje de Bogart, Sam Spade, cuando le dicen: «We wanna talk to you, Spade» —en español: «Queremos hablar contigo, Spade»— y él contesta: «Well, go ahead and talk» —en español: «Bien, caminemos y hablemos»— en El halcón maltés.[57]

- «Foot of Pride»: Dylan grabó la canción entre el 22 y el 27 de abril y la incluyó en la primera secuencia del álbum, pero tras la marcha de Knopfler y los últimos retoques, fue archivada junto con «Blind Willie McTell» en beneficio de «Union Sundown».[58] El título de la canción proviene del versículo 36:11 del Libro de los Salmos: «Let not the foot of pride come against me, and let not the hand of the wicked remove me» —en español: «Que no me alcance el pie del orgullo, ni me mueva la mano de los impíos»—.[59] Lou Reed versionó la canción en The 30th Anniversary Concert Celebration, un concierto homenaje al músico en conmemoración a sus treinta años en el panorama musical.[60]

- «Lord Protect My Child»: el grupo registró varias tomas de la canción a lo largo de la sesión del 2 de mayo, una de las últimas organizadas para grabar material de Infidels.[42] Al igual que sucedió con otros registros de las sesiones de grabación, apareció en el tercer volumen de la caja recopilatoria The Bootleg Series Volumes 1-3.[20]

- «Death Is Not the End»: la única toma de la canción, grabada el 27 de abril, se utilizó cinco años más tarde en el álbum Down in the Groove con una nueva pista vocal.[42]

Además de otras composiciones propias como «Tell Me», «From Paul», «Julius and Ethel», «Slow Try Baby» y numerosos temas instrumentales e improvisaciones, el grupo grabó numerosas versiones de clásicos como «Sixteen Tons» y «Dark as a Dungeon» de Merle Travis, «Cold Cold Heart» de Hank Williams, «Oh! Susanna» de Stephen Foster, «Across the Borderline» de Ry Cooder y John Hiatt, y «Angel Fylin' Too Close to the Ground» de Willie Nelson. Columbia utilizó una versión de «Angel Fylin' Too Close to the Ground» como cara B de varios sencillos publicados en algunos países europeos.

## Recepción y promoción
Tras su publicación, Infidels obtuvo una respuesta de la crítica musical más favorable en comparación con los últimos trabajos de Dylan, Shot of Love y Saved. El periodista Tim Riley elogió el sonido en general, «un caso en el que la producción eficiente no parece funcionar contra la autoridad robusta que Dylan aun puede ordenar como cantante». Por otra parte, el crítico Bill Wyman definió las canciones como «maduras y complejas», incluso aunque «melódicamente son similares en el sonido y el asunto en su conjunto tiene resonancias de sus locos días cristianos», mientras que Christopher Connelly escribió en la revista Rolling Stone: «Infidels es el mejor álbum de Dylan desde el punzante Blood on the Tracks publicado hace nueve años, una recuperación impresionante del poder de la lírica y de la melodía que Dylan parecía tener pero que le habían abandonado».
Sin embargo, otros autores se mostraron más críticos con el álbum. En este aspecto, Graham Lock se refirió a Dylan en su crítica para New Musical Express como «una fuerza cultural gastada, un hombre confuso tratando de reavivar viejos incendios», mientras que Robert Christgau, periodista de The Village Voice, se mostró poco sorprendido por el álbum y criticó con dureza su giro al conservadurismo: «Dylan se convirtió en un loco odioso. Peor que su ecuación de judíos con sionistas y con el Likud o que su confusa disquisición sobre las normas internacionales de trabajo es su jasidismo que inspira nada menos que tres supersticiosos ataques a los viajes espaciales. Dios sabe —y uso esta frase deliberadamente— qué lejos llegaría si John Glenn fuese Presidente». Los críticos de The Village Voice situaron Infidels en el décimo puesto en la encuesta anual Pazz & Jop de mejores discos del año, el mejor puesto para un disco del cantante desde que en 1975 el álbum The Basement Tapes llegase al primer puesto y Blood on the Tracks a la cuarta posición.

El tres de mayo de 1808 en Madrid de Francisco de Goya, utilizada en el videoclip de la canción «Jokerman» junto a otras obras de la historia del arte.

En el plano comercial, Infidels mejoró los resultados conseguidos con Shot of Love y Saved en los Estados Unidos al alcanzar el puesto veinte en la lista Billboard 200; sin embargo, en el Reino Unido cayó al puesto nueve. En otros países europeos logró mejores resultados, y llegó a alcanzar el primer puesto en la lista de discos más vendidos de Noruega, el tres en la de Suecia y el cuatro en la de Nueva Zelanda. En Estados Unidos y en Canadá, el álbum obtuvo la certificación de disco de oro, además de una certificación como disco de plata otorgado por la BPI en el Reino Unido.
Una vez publicado el álbum, Columbia eligió «Sweetheart Like You» y «Jokerman» como sencillos del álbum y pidió al músico que grabase sendos videoclips para promocionarlos. Para su incursión en el vídeo de «Jokerman», contrató a Larry «Ratso» Sloman como productor y a George Lois como director, el cual tuvo la idea de mezclar primeros planos del rostro de Dylan con imágenes de la historia del arte, entre ellas El jardín de las delicias de El Bosco, Lamentación sobre Cristo muerto de Andrea Mantegna y El tres de mayo de 1808 en Madrid de Francisco de Goya, y de añadir subtítulos con la letra de la canción en la parte inferior de la pantalla.
Sin embargo, Lois tuvo problemas a la hora de coordinar las escenas del músico cantando la letra de la canción. Según Lois: «Su doblaje quedaba completamente desajustado. Yo le dije: «Bob, tienes que esforzarte más, tenemos que doblar la canción. Tienes que procurar que las palabras coincidan. Si no, parecerás un imbécil»». El resultado no fue del agrado del músico, que en una entrevista a Rolling Stone comentó: «Mientras miraba el vídeo lo único que veía en la pantalla era una imagen mía desde la frente hasta la boca. ¿Es eso algo? ¿Tengo que pagar por eso?».
Para el video musical de «Sweetheart Like You», el músico contrató como director a Mark Robinson, quien grabó al grupo tocando la canción en un club a la hora del cierre para una camarera. En sustitución de Mick Taylor, la cantante Carla Olson, que versionó la canción «Clean-Cut Kid» en el álbum Midnight Mission un año después, tocó la guitarra en el video. El sencillo alcanzó el puesto 55 en la lista Billboard Hot 100.

## Lista de canciones
Todas las canciones escritas por Bob Dylan y producidas por Dylan y Mark Knopfler.

| Cara A |                       |          |  |
| N.º    | Título                | Duración |  |
| 1.     | «Jokerman»            | 6:12     |  |
| 2.     | «Sweetheart Like You» | 4:31     |  |
| 3.     | «Neighborhood Bully»  | 4:33     |  |
| 4.     | «License to Kill»     | 3:31     |  |

| Cara B |                                  |          |  |
| N.º    | Título                           | Duración |  |
| 5.     | «Man of Peace»                   | 6:27     |  |
| 6.     | «Union Sundown»                  | 5:21     |  |
| 7.     | «I and I»                        | 5:10     |  |
| 8.     | «Don't Fall Apart on Me Tonight» | 5:54     |  |

## Personal
| Músicos - Bob Dylan: voz, guitarra, armónica y teclados - Sly Dunbar: batería y percusión - Robbie Shakespeare: bajo - Mick Taylor: guitarra - Ronnie Wood: guitarra - Mark Knopfler: guitarra - Alan Clark: teclados - Clydie King: voz en «Union Sundown» | Equipo técnico - Josh Abbey: ingeniero de sonido - Neil Dorfman: grabación - Bill Kipper: masterización - Ian Taylor: mezclas y masterización |

## Posición en listas
| País           | Lista                   | Posición |
| -------------- | ----------------------- | -------- |
| Alemania       | Media Control Charts    | 31       |
| Austria        | Ö3 Austria Top 40       | 20       |
| Estados Unidos | Billboard 200           | 20       |
| Noruega        | VG-lista Top 40 Albums  | 1        |
| Nueva Zelanda  | New Zealand Music Chart | 4        |
| Países Bajos   | Mega Albums Top 100     | 9        |
| Reino Unido    | UK Albums Chart         | 9        |
| Suecia         | Albums Top 60           | 8        |